# Sickening Horror
Sickening Horror – grecka grupa muzyczna grająca technical death metal, założona w 2002 roku.

## Historia
Opracowano na podstawie materiału źródłowego.
Zespół Sickening Horror założyli w styczniu 2002 roku George Antipatis, Ilias Daras i George Kollias (w 2004 roku dołączył do Nile). W listopadzie 2003 roku w studiu Zero Gravity grupa – z pomocą drugiego gitarzysty George'a Bokosa (w 2005 roku dołączył do Rotting Christ) – nagrała pierwsze demo zatytułowane Promo 2003, które zawierało trzy utwory.
W lutym 2007 roku z zespołu odszedł George Kollias, a nagrany z jego udziałem pierwszy album studyjny Sickening Horror When Landscapes Bled Backwards ukazał się w czerwcu tego roku nakładem wytwórni Neurotic Records. Kolliasa w październiku 2007 roku zastąpił Jose Theodorakis.
W marcu i kwietniu 2008 roku zespół wziął udział w europejskiej trasie z Immolation, Melechesh i Goatwhore, w ramach której odwiedził również Polskę (koncert odbył się 6 kwietnia w warszawskim klubie Progresja), natomiast w maju wystąpił na festiwalu Neurotic Deathfest w Tilburgu.
W kwietniu 2009 roku z Sickening Horror odszedł Jose Theodorakis, a na jego miejsce przyjęto Aleksa Zachosa. W lipcu zespół podpisał kontrakt z wytwórnią SFC Records, natomiast w sierpniu miał premierę drugi album studyjny zatytułowany The Dead End Experiment, nagrany jeszcze z udziałem Theodorakisa. W październiku do Sickening Horror dołączył drugi gitarzysta – Andreas Karayiannis.

## Muzycy

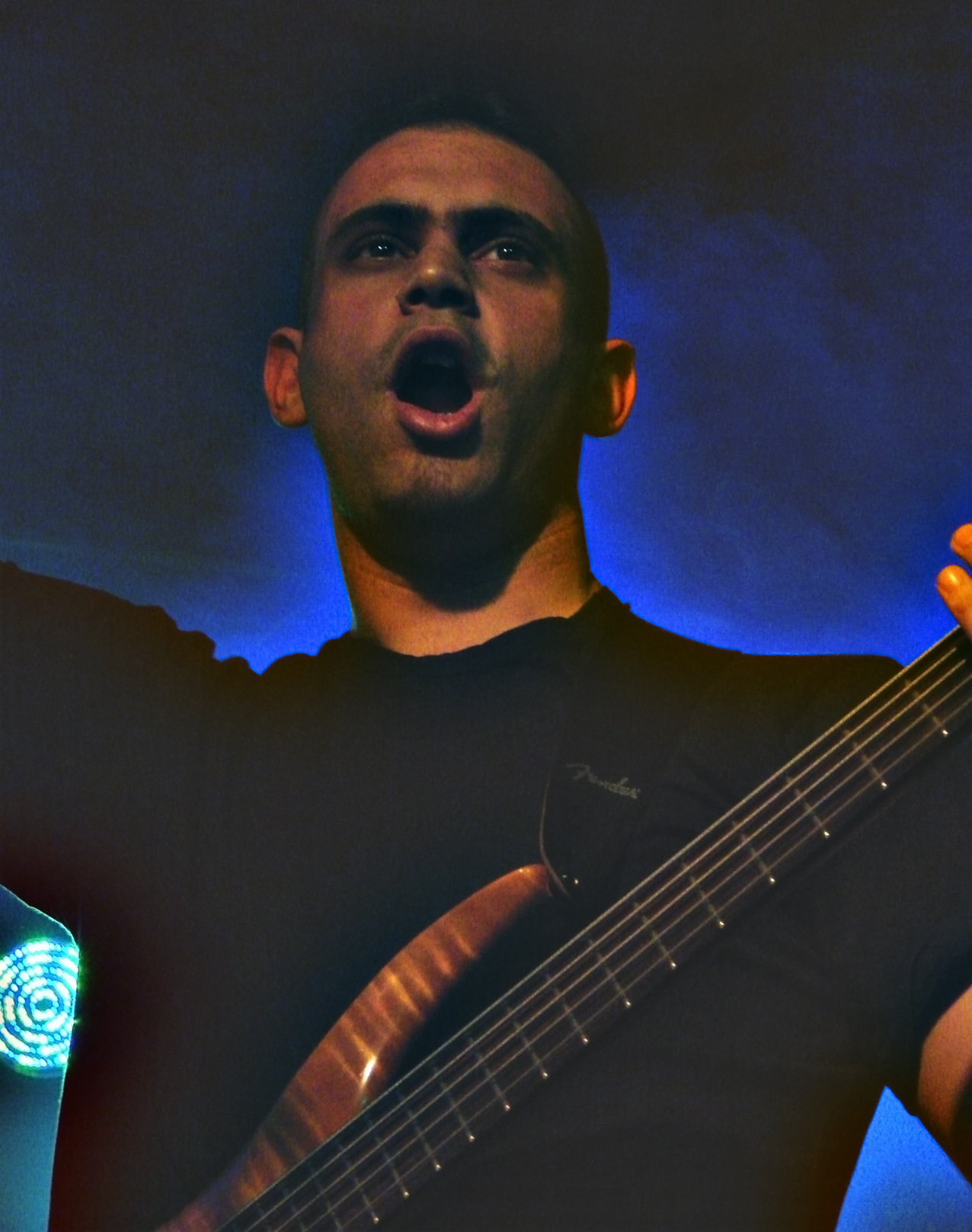
Ilias Daras (2008)

### Obecny skład zespołu
- George Antipatis – śpiew, gitara (od 2002)
- Ilias Daras – gitara basowa, instrumenty klawiszowe (od 2002)
- Andreas Karayiannis – gitara (od 2009)
- Vasilis Antipatis – perkusja (od 2010)[11]

### Byli członkowie zespołu
- George Bokos – gitara (2003)
- George Kollias – perkusja (2002–2007)
- Jose Theodorakis – perkusja (2007–2009)
- Alex Zachos – perkusja (2009–2010)[11]

### Gościnna współpraca
- Ross Dolan (Immolation) (śpiew w "The Universe Within" na płycie The Dead End Experiment)[12]

## Dyskografia

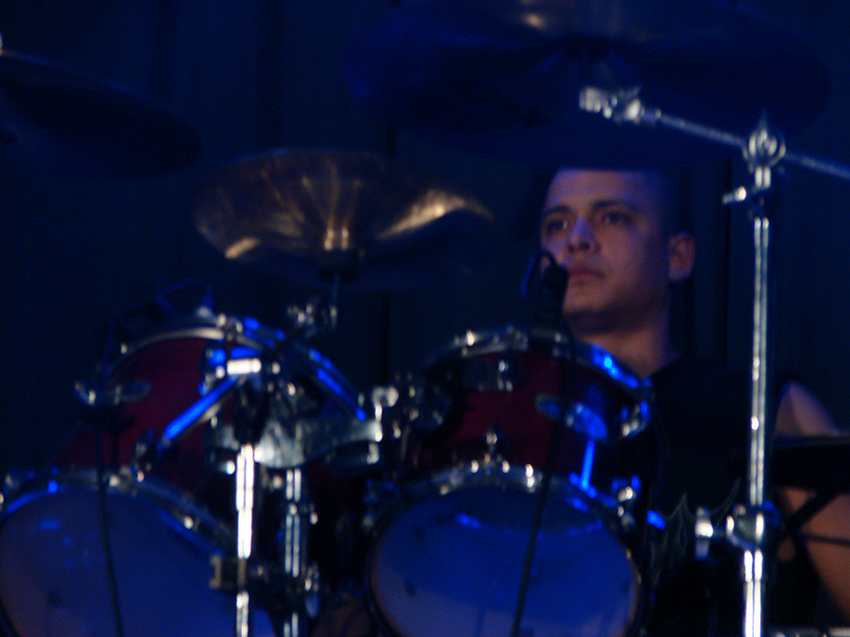
Jose Theodorakis (2008)

### Albumy studyjne
- When Landscapes Bled Backwards (2007)
- The Dead End Experiment (2009)
- Overflow (2015)

### Dema
- Promo 2003 (2003)